# Chloroclystis spinosa
Chloroclystis spinosa är en fjärilsart som beskrevs av Inoue 1971. Chloroclystis spinosa ingår i släktet Chloroclystis och familjen mätare. Inga underarter finns listade i Catalogue of Life.